# Берестове (Бахмутський район)
Берестове́ (колись Біркенфельд (нім. Birkenfeld); також Ной-Ніколайфельд (нім. Neu-Nikolaifeld)) — село Соледарської міської громади Бахмутського району Донецької області в Україні.
Населення становить 1278 осіб.

## Загальні відомості
Відстань до райцентру становить близько 28 км і проходить автошляхом Т 1302. У селі бере початок річка Балка Берестова.
У селі розташоване фермерське господарство «Берест-Агро» та птахофабрика.

## Історія
Село було засноване німецькими колоністами-лютеранами в 1887 році. Засновники були вихідцями з Молочанської колонії Ніколайфельд. Колоністам належало 3500 десятин землі. Як згадують місцеві, німці усіляко облагороджували нову для них територію та висаджували великі й мальовничі сади. В 1889 в селі з'явилась кузня, цегляний завод, вітровий і паровий млини, лавка. В 1890 колонії була збудована школа. Учителем в ній став Генріх Дильман, який в 1893 році отримував 450 рублів на рік. 
7 (20) листопада 1917 року, відповідно до Третього Універсалу Української Центральної Ради, увійшло до складу Української Народної Республіки.
В 1926 році колонія стала центром сільради. До 1940 року в селищі діяв німецький колгосп.
Капітальна розбудова села розпочалася вже після війни, в 50—60-ті роки. Саме тоді в Берестове, поближче до роботи, почали переїжджати люди з прилеглих сіл. 
Є версія, що назву перенесли переселенці, як нагадування про місцевість з якої прийшли. Село Берестівка Липоводолинського району Сумської області могло переродитися в Берестове. В підтвердження цієї версії — на відстані 5,5 км на південний схід розташоване село Липове (Бахмутський район), що теж, до речі, колись було колонією. 
Інша версія походження назви — за місцевістю. Саме тут, неподалік, здавна протікає балка Берестова, яка й могла дати назву майбутньому поселенню. 
7 лютого 2023 року окупанти обстріляли село.

### Кургани
Біля села розташовані кургани бронзової доби (кінець ІІІ — початок I тисячоліття до н. е.).

## Населення
Населення:
- 400 (1905)
- 450 (1911)
- 390 (1918)
- 567/566 (1926).[5]

За даними перепису 2001 року населення села становило 1278 осіб, із них 78,64 % зазначили рідною мову українську, 20,27 % — російську, 0,16 % — білоруську та 0,08 % — вірменську мову.

## Цікаві факти
26 травня 1948 року над селом промчав смерч, діаметр якого в основі становив близько 30 м. Смерч обрушився на пасажирський потяг та скинув 7 вагонів із полотна залізниці.

## Символіка

### Герб
"У щиті з зеленою облямівкою, скошеному зліва золотим і червоним, поверх всього срібне яйце, обтяжене трьома золотими колосками, покладеними віялоподібно в перев'яз зліва, яке супроводжується в лівому верхньому і правому нижньому кутах щита зеленим листям береста з золотими прожилками, покладеними віялоподібно по три в перев'яз зліва золотими ліворуч."
Герб Берестового символічно відображає всі сторони життя суспільства. Центральне місце герба займає зображення писанки, на якій золотиться три пшеничних колоски, як символ відродження українського села, слави хліборобської праці. Крім того, треба зазначити, що вже більше 50 років в Берестові займаються птахівництвом, а землеробством — з самого його заснування — понад 200 років. Зліва направо внизу і вгорі яйце обрамляє зелене листя береста, яке в достатній мірі зростає навколо села, тому, можливо, воно і отримало назву — Берестове. Листя берести — це символ суспільного міцності, єдності та злагоди.
Кольори були взяті за основу після вивчення історії заснування села. Берестове було побудоване німецькими колоністами 1863 року, а 1914 року вже мало свій герб. Жовтий колір, як символ сонця, щасливого життя. Червоний колір — символ міцної селянської родини, як колиски життя, багатства духовного і матеріального. Герб обрамлений зеленою смужкою без гострих кутів, як знак дружби, взаєморозуміння та процвітання суспільства.

### Прапор
"Прямокутне полотнище із співвідношенням сторін 2:3 складається з двох рівних горизонтальних смуг жовтого та зеленого кольорів. Від древка відходить червоний трикутник, що простягається до вільного краю полотнища, на якому три жовті колоси."
Жовтий — символ сонця, щасливого життя. Червоний — символ міцної селянської родини, як колиски життя, багатства духовного і матеріального. Зелений — символ дружби, взаєморозуміння та процвітання суспільства. Пшеничні колоски, як символ відродження українського села, слави хліборобської праці.

## Джерело
- В Донецькій ОДА уточнили інформацію щодо інциденту з вибухом міни — загинули двоє дорослих, троє дітей поранені [Архівовано 10 серпня 2014 у Wayback Machine.]